# 叶景荣 (明朝宦官)
叶景荣（？—1479年），明英宗时“扈跸北征，深入虏境，服侍左右”，名列天顺元年的《助缘太监芳名》中，后因私自收受锦衣卫指挥佥事吕贵的贿赂被送司礼监别用，赃物俱追入官。明宪宗时期为都知监右监丞，后任内官监左监丞、左少监。

## 生平
正统十四年（1449年），随明英宗北征瓦剌。
景泰八年（1457年），发生夺门之变，明英宗复辟。
天顺元年（1457年），名列《助缘太监芳名》。
成化时期，为都知监右监丞，后任内官监左监丞、左少监。
成化十五年（1479年），去世。

## 墓地
葉景榮墓地位於北京房山區青龍湖鎮北車營村谷积山。墓碑被推倒破壞，碑文有墓誌銘，墓園被盜多年。